# Celastrina snelleni
Celastrina snelleni är en fjärilsart som beskrevs av Lambertus Johannes Toxopeus 1926. Celastrina snelleni ingår i släktet Celastrina och familjen juvelvingar. Inga underarter finns listade i Catalogue of Life.